# Matthew Modine

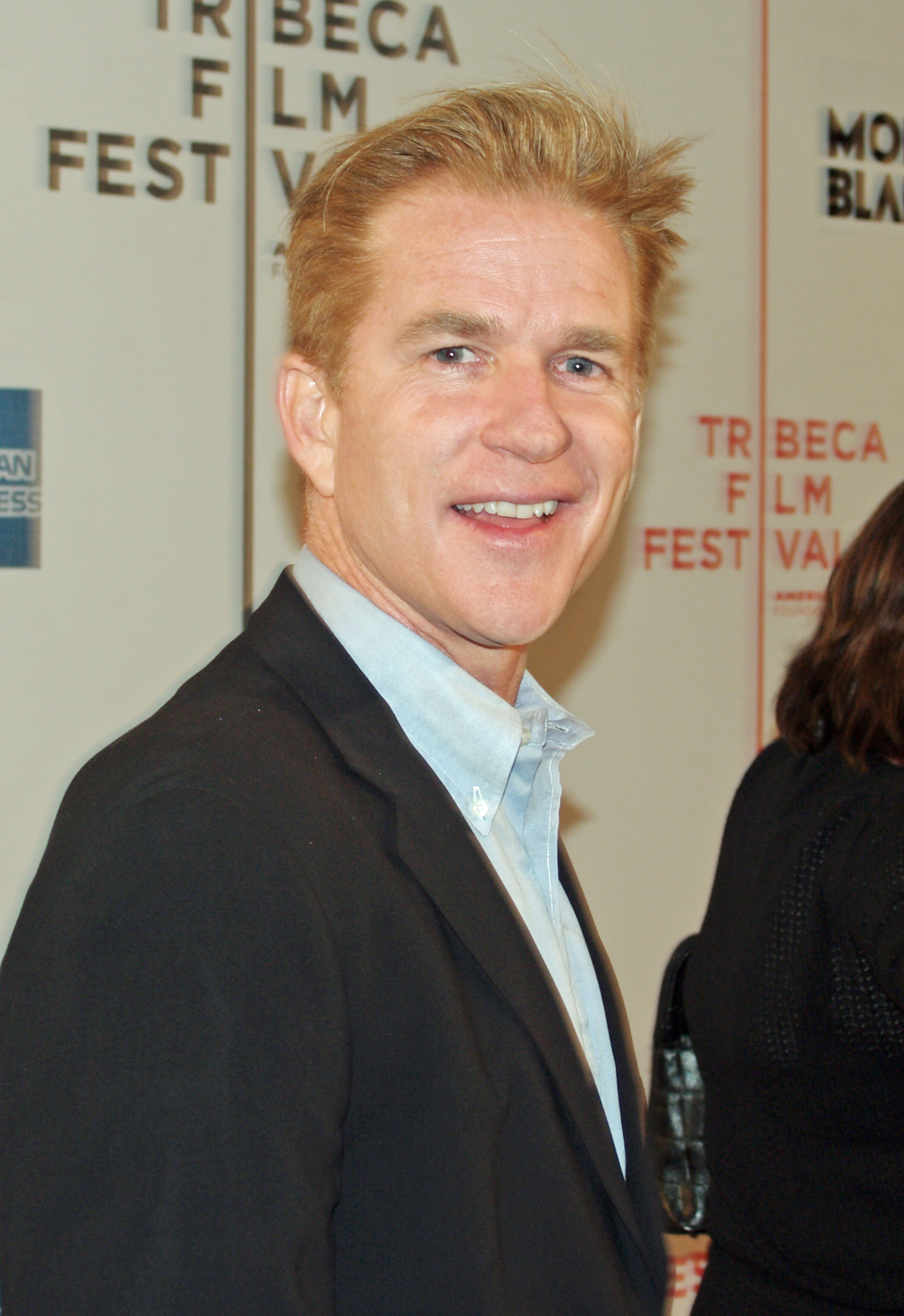
Na festiwalu Tribeca (2008)

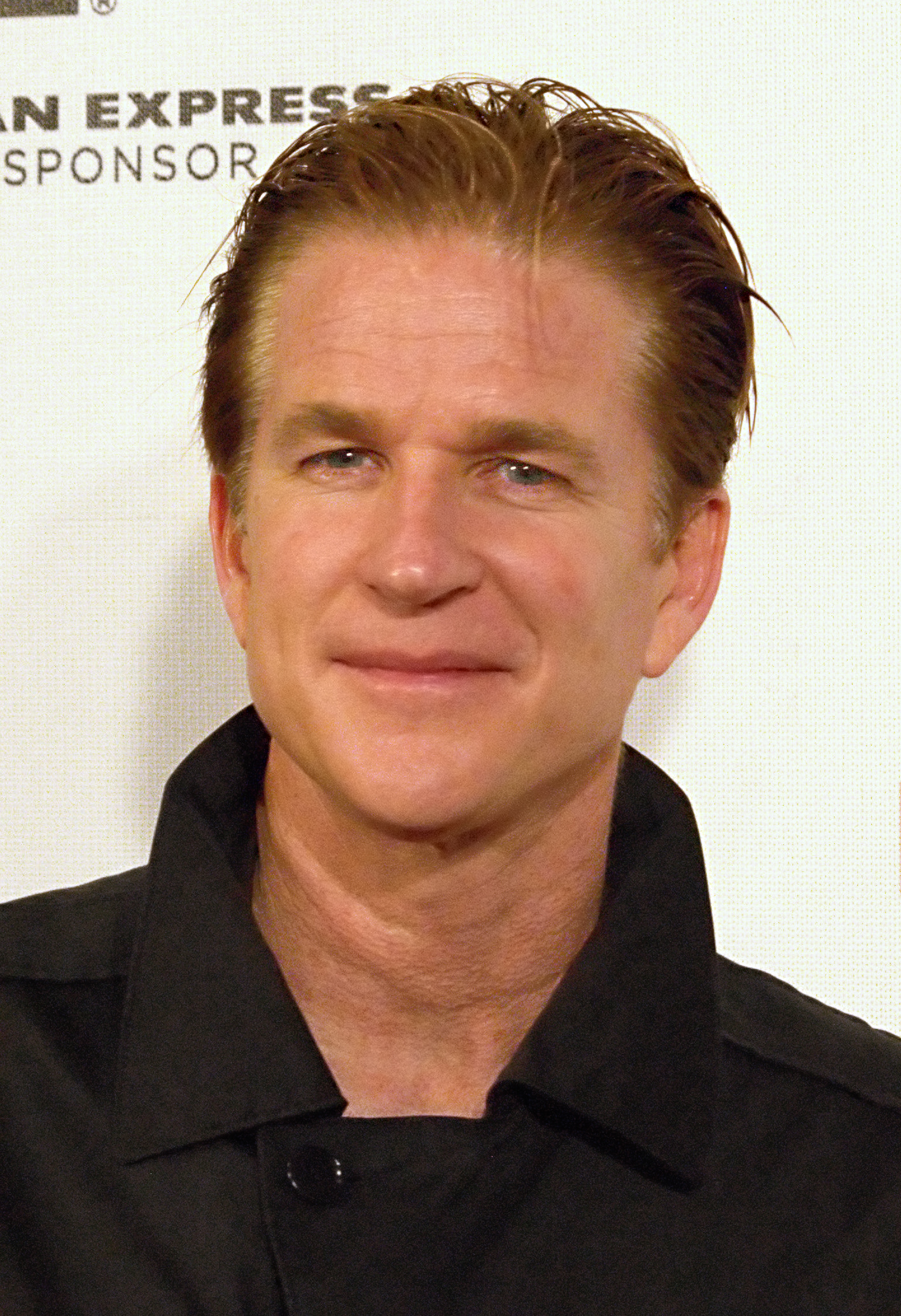
Premiera PoliWood (2009)

Matthew Avery Modine (ur. 22 marca 1959 w Loma Linda, w stanie Kalifornia) – amerykański aktor, reżyser, scenarzysta i producent filmowy, model.

## Wczesne lata
Urodził się w rodzinie mormońskiej jako najmłodsze z siedmiorga dzieci księgowej Dolores (z domu Warner) i menadżera Drive-In Theatre Marka Alexandra MoDine’a (zm. 3 lipca 1995 na nowotwór złośliwy), właściciela kina samochodowego. Jego rodzina była pochodzenia angielskiego. Miał czterech starszych braci – Marka, Maury’ego, Michaela i Russella – oraz dwie starsze siostry – Elizabeth i Marcię. Ze względu na tradycje związane z Kościołem Jezusa Chrystusa Świętych w Dniach Ostatnich, rodzina co dwa lata przeprowadzała się.
Wraz z rodziną mieszkał w San Diego, Orem i Imperial Beach, w stanie Kalifornia, gdzie Modine ukończył szkołę średnią Mar Vista High School. Następnie w stanie Utah, w Salt Lake City, gdzie jego ojciec został powiatowym menadżerem Sero Amusement Company i Lyric Theater, gdzie miał okazję spotkać się z Robertem Redfordem podczas promocji filmu Boso w parku (Barefoot in the Park, 1967) na podstawie sztuki Neila Simona.
Mając dziesięć lat zobaczył dokument dotyczący powstania musicalu Carola Reeda Oliver! (1968), który zainspirował go gra młodych aktorów i wiedział już, kim chce zostać w przyszłości. Znalazł szkołę tańca w Provo w stanie Utah, gdzie rozpoczął naukę stepowania. Kiedy przeprowadził się z rodziną do Midvale wstąpił do chóru. Później uczęszczał do katolickiej szkoły średniej w Kalifornii.
Po zakończeniu egzaminów, w 1977 wyjechał do Nowego Jorku, gdzie pracował jako kucharz w restauracji makrobiotycznej. Przez pewien czas uczęszczał na Brigham Young University, jednak później zrezygnował z edukacji. Podejmował różne prace, m.in. dorabiał jako model. W 1979 pobierał lekcje aktorstwa u Stelli Adler.

## Kariera ekranowa
Po raz pierwszy trafił na szklany ekran w jednym z odcinków serialu ABC ABC Po szkole (ABC Afterschool Specials, 1982) z udziałem Jamesa Earla Jonesa i Meg Ryan. Debiutował na kinowym ekranie niewielką rolą szkolnego kolegi głównej bohaterki w melodramacie komediowym Kochanie, to jesteś ty (Baby It’s You, 1983) u boku Rosanny Arquette i Vincenta Spano. W dramacie wojennym Roberta Altmana Streamers (1983) pojawił się jako jeden z rekrutów wojny wietnamskiej. Powszechne uznanie przyniosła mu kreacja wycofanego schizofrenicznego żołnierza wojny wietnamskiej w dramacie Alana Parkera Ptasiek (Birdy, 1984), który otrzymał nagrodę Grand Prix na 38. MFF w Cannes.
Następnie został zaangażowany do głównej roli zakochanego zapaśnika w melodramacie sportowym Zwariowałem dla ciebie (Vision Quest, 1985). Dobre recenzje zebrał za postać szeregowego Jokera w dramacie sensacyjno-wojennym Stanleya Kubricka Pełny magazynek (Full Metal Jacket, 1987). Za rolę doktora Dona Francisa w dramacie telewizyjnym HBO/NBC A orkiestra grała dalej (And the Band Played On, 1993) zdobył nominację do Złotego Globu i Emmy. Był Jakubem w filmie biblijnym Petera Halla Jakub (1994). Rola Sammy’ego Ayersa w telewizyjnym komediodramacie Hallmark/CBS Co usłyszał głuchy (What the Deaf Man Heard, 1997) przyniosła mu nominację do nagrody Złotego Globu. Za kreację opóźnionego umysłowo życzliwego Charliego Gordona w telewizyjnym dramacie fantastycznonaukowym CBS Kwiaty dla Algernona (Flowers for Algernon, 2000) w reżyserii Jeffa Blecknera był nominowany do Nagrody Satelity.

## Kariera teatralna
W 1990 zadebiutował na scenie American Stage Company w roli fotografa – szaleńczego kochanka w sztuce Zerwanie (Breaking Up) z Allison Janney. W 2004 w Goodman Theatre w Chicago trafił do obsady sztuki Arthura Millera Dokończenie obrazu to ostatnia (Finishing the Picture) w roli Paula obok takich aktorów jak Harris Yulin, Frances Fisher, Stacy Keach, Stephen Lang i Scott Glenn. W 2006 wystąpił w roli Skipa w przedstawienia Arthura Millera Blues zmartwychwastania (Resurrection Blues) w londyńskim The Old Vic. W 2009 zagrał rolę Atticusa Fincha w sztuce Harper Lee Zabić drozda w Hartford w Connecticut. W 2010 zadebiutował na Broadwayu w roli kapitana Kellera w spektaklu Williama Gibsona Cudotwórca (The Miracle Worker) z Abigail Breslin. W 2022 wystąpił w londyńskim Gielgud Theatre w roli Atticusa Fincha w przedstawieniu Zabić drozda. 

## Życie prywatne
31 października 1980 zawarł związek małżeński z Caridad „Cari” Riverą. Mają syna Bomana Marka (ur. 8 listopada 1985) i córkę Ruby Wylder (ur. 31 lipca 1990).

## Filmografia

### Filmy fabularne
- 1983: Kochanie, to jesteś ty (Baby It's You) jako Steve
- 1983: Prywatna szkoła (Private School) jako Jim Green
- 1983: Streamers jako Billy
- 1984: Hotel New Hampshire (The Hotel New Hampshire) jako Chip Dove/Ernst
- 1984: Ptasiek (Birdy) jako Ptasiek
- 1984: Pani Soffel (Mrs. Soffel) jako Jack Biddle
- 1985: Zwariowałem dla ciebie (Vision Quest) jako Louden Swain
- 1987: Pełny magazynek (Full Metal Jacket) jako szeregowy Joker
- 1987: Sieroty (Orphans) jako Treat
- 1988: Partia (La partita) jako Francesco Sacredo
- 1988: Poślubiona mafii (Married to the Mob) jako Mike Downey
- 1989: Lekcja anatomii (Gross Anatomy) jako Joe Slovak
- 1990: Ślicznotka z Memphis (Memphis Belle) jako kapitan Dennis Dearborn
- 1990: Wzgórza Pacyfiku (Pacific Heights) jako Drake Goodman
- 1992: Wiatr (Wind) jako Will Parker
- 1992: Equinox jako Henry Petosa/Freddy Ace
- 1993: Na skróty (Short Cuts) jako dr Ralph Wyman
- 1994: Wersja Browninga (The Browning Version) jako Frank Hunter
- 1995: Bye Bye Love jako Dave
- 1995: Wyspa piratów (Cutthroat Island) jako William Shaw
- 1995: Fluke jako Thomas P. Johnson/Fluke (głos)
- 1997: Zaćmienie (Blackout) jako Matty
- 1997: Przywódca (The Maker) jako Walter Schmeiss
- 1997: Blondynka (The Real Blonde) jako Joe
- 1999: Notting Hill jako aktor filmowy
- 1999: Ostatni skok (If... Dog... Rabbit...) jako Johnnie Coper
- 1999: Męska gra (Any Given Sunday) jako dr Ollie Powers
- 2001: W cieniu śmierci (In the Shadows) jako Eric
- 2001: Przesyłka (The Shipment) jako Mitch Garrett
- 2003: Rozwód po francusku (Le Divorce) jako Tellman
- 2003: Hollywood North jako Bobby Myers
- 2004: Kudłaty przyjaciel (Funky Monkey) .... Alec McCall
- 2005: Transporter 2 jako Jefferson Billings
- 2005: Maria (Mary) jako Tony Childress/Jezus
- 2005: Opa! jako Eric
- 2006: Z innej beczki (Kettle of Fish) jako Mel
- 2007: Go Go Tales jako Johnie Ruby
- 2007: Sąsiadka (The Neighbor) jako Jeff
- 2007: Have Dreams, Will Travel jako ojciec Bena
- 2008: Obmyślam pomyślę (I Think I Thought) jako Joe
- 2008: Ogród Edenu (The Garden of Eden) jako ojciec Davida
- 2008: Mia i Migunki (Mia et le Migou) jako pan Houston / Godfrey
- 2011: Family Weekend jako Duncan Dungy
- 2012: Edukacja Grace (Girl in Progress) jako dr Harford
- 2012: Mroczny rycerz powstaje (The Dark Knight Rises) jako zastępca komisarza Peter Foley
- 2013: Jobs jako John Sculley
- 2013: Rodzinny weekend jako Duncan Dungy
- 2014: Altar jako Alec Hamilton
- 2016: Alex i spółka: Jak dorosnąć pod okiem rodziców jako Bob Riley
- 2016: The Confirmation jako Kyle
- 2016: Army of One jako dr Ross
- 2017: 47 Meters Down jako Captain Taylor
- 2018: Po własnych śladach (Backtrace) jako MacDonald

### Filmy TV
- 1988: Podróż do geniusza (Journey Into Genius) jako Eugene O’Neill
- 1993: A orkiestra grała dalej (And the Band Played On) jako dr Don Francis
- 1994: Jakub jako Jakub, syn Izaaka
- 1997: Co usłyszał głuchy (What the Deaf Man Heard) jako Sammy Ayers
- 1998: Amerykanin (The American) jako Christopher Newman
- 2000: Kwiaty dla Algernona (Flowers for Algernon) jako Charlie Gordon
- 2001: Jack i czarodziejska fasola (Jack and the Beanstalk: The Real Story) jako Jack Robinson (Johnathan William Duncan Robinson)
- 2002: Wybawca (Redeemer) jako Paul Freeman
- 2003: Hitler: Narodziny zła (Hitler: The Rise of Evil) jako Fritz Gerlich
- 2003: Ekspert świadkiem (Expert Witness)
- 2004: Bilet do innego świata (The Winning Season)
- 2008: Seks i kłamstwa w Sin City: Skandaliczny Ted Binion (Sex and Lies in Sin City: The Ted Binion Scandal) jako Ted Binion

### Seriale TV
- 1982: ABC Po szkole (ABC Afterschool Specials) jako Randy
- 1988: Saturday Night Live jako gospodarz
- 1998: Amerykanin doświadcza (The American Experience) jako Lawrence Svobida
- 2003: Prezydencki poker (The West Wing) jako Marco Arlens
- 2005: Prawo i bezprawie (Law & Order: Special Victims Unit) jako Gordon Rickett
- 2005: Na zachód (Into the West) jako Samson Wheeler
- 2006: Bedford Diaries (The Bedford Diaries) jako profesor Jake Macklin
- 2007: Trawka (Weeds) jako Sullivan Groff
- 2015: Proof jako Ivan Turing
- 2016-17, 2022: Stranger Things jako dr Martin Brenner

## Nagrody
| Rok  | Nagroda                                       | Kategoria                                            | Tytuł                  |
| ---- | --------------------------------------------- | ---------------------------------------------------- | ---------------------- |
| 1983 | 40. Międzynarodowy Festiwal Filmowy w Wenecji | Puchar Volpiego dla najlepszego aktora               | Chorągiewki (1983)     |
| 1993 | 50. Międzynarodowy Festiwal Filmowy w Wenecji | Specjalny puchar Volpi dla najlepszej obsady         | Na skróty (1993)       |
| 1994 | Złoty Glob                                    | Nagroda Specjalna dla obsady (poza konkursem)        | Na skróty (1993)       |
| 2017 | Nagroda Gildii Aktorów Ekranowych             | Wybitne osiągnięcia aktorskie w serialu dramatycznym | Stranger Things (2016) |